# Jean Pruvost
 (février 2025).
Il peut être nécessaire de l'améliorer pour respecter le principe de neutralité de point de vue. Veuillez consulter la page de discussion pour plus de détails.

 (mars 2025).
 (février 2025).
Pour les articles homonymes, voir Pruvost.
Jean Pruvost, né le 30 décembre 1949 à Saint-Denis, est un lexicologue et historien de la langue française. Il a enseigné la lexicologie et la lexicographie à l'université de Cergy-Pontoise, où il a été professeur des universités. Il a dirigé le master Sciences du langage ainsi que le laboratoire Lexiques, dictionnaires, informatique (LDI), une unité mixte de recherche du CNRS.
Il est le fondateur, en 1994, des « Journées des dictionnaires», un colloque annuel international consacré à la lexicologie et à la lexicographie. Il est depuis 2009 directeur éditorial de la maison d’édition Honoré Champion. Auteur d’un corpus de publications important — près de 800 articles, ouvrages et contributions[source insuffisante] — il anime également depuis 2000 des chroniques radiophoniques consacrées à l’histoire et aux usages des mots.
Spécialiste de l’histoire des dictionnaires, il a dirigé le département Études de linguistique appliquée à l’université de Cergy-Pontoise et possède une collection importante de dictionnaires anciens.
Il est parrain, pour le millésime 2025, du Petit Larousse illustré.
Il s’est porté candidat à plusieurs reprises à l’Académie française depuis 2021 et il est à nouveau candidat sur le fauteuil 3 depuis le 30 janvier 2025,,.

## Biographie

### Jeunesse
Né à Saint-Denis, Jean Pruvost effectue sa scolarité primaire et secondaire à Vichy, où ses parents, professeurs de sténodactylographie, sont nommés en 1949[source insuffisante]. Son père, auteur d’un système de sténographie et militant espérantiste, lui enseigne la sténographie, la dactylographie et l’espéranto. Cette formation précoce, combinant la transcription phonétique, la dactylographie et l’apprentissage d’une langue construite à morphologie  proche du latin et des langues européennes, contribue à éveiller son intérêt pour les langues et la littérature.

### Formation universitaire
En 1967, Jean Pruvost entame des études de lettres modernes à l’Université de Clermont-Ferrand. En 1970, il séjourne trois mois aux États-Unis, une expérience qui renforce son intérêt pour la langue anglaise, tout en poursuivant son cursus universitaire. Issu d’une famille d’enseignants, il s’oriente rapidement vers l’Éducation nationale. Il exerce la fonction de surveillant d’externat à Saint-Éloy-les-Mines en 1970, avant de réussir en 1971 le concours de professeur d’enseignement général (PEG) en Lettres-Histoire-Géographie dans l’enseignement technique, ce qui  le conduit à enseigner en région parisienne.
Il entreprend par la suite un doctorat sous la direction de Bernard Quemada, directeur du Trésor de la langue française et doyen de l’Université Paris XIII. Sa thèse, soutenue en 1981 et intitulée Les dictionnaires onomasiologiques, porte sur la synonymie et l’analogie[source insuffisante].

### Fonctions officielles

#### De 1975 à 1993
De 1975 à 1980, Jean Pruvost est maître-formateur et conseiller pédagogique à l’École normale nationale d’apprentissage (ENNA) de Paris. De 1981 à 1983, il occupe le poste de chargé de mission  pour l’inspection en lettres. Reçu au concours d’inspecteur de l’Éducation nationale en 1983, il  est affecté dans le département de l’Essonne. En 1990, il devient directeur de l’École normale de l’Essonne, puis, de 1991 à 1992, directeur du centre IUFM de l’Académie de Versailles[source secondaire souhaitée].

#### De 1993 à 2016
En 2007, il est nommé membre du Conseil National des Universités (CNU) en tant que spécialiste en lexicologie et lexicographie. En 2011, il accède au dernier échelon de la classe exceptionnelle des professeurs, avant d’être nommé Professeur émérite en 2016.
En 2017, le laboratoire qu’il avait piloté est renommé Lexiques, Textes, Discours, Dictionnaires – Centre Jean Pruvost, en hommage à son travail.

### Autres fonctions universitaires et institutionnelles
En 1998, Jean Pruvost est élu vice-président du Groupe d’étude d’histoire de la langue française (GEHLF), alors affilié à l’École normale supérieure, centre auquel il s’était précédemment rattaché. En 2000, il devient président de l’Association des sciences du langage et organise, à ce titre, un colloque à la Sorbonne dont les actes paraissent sous le titre Mais que font les linguistes ? Les Sciences du langage vingt ans après.
Il rejoint la même année le comité éditorial de l'International Journal of Lexicography (Oxford University Press), et en 2001, devient membre du Comité scientifique international de la revue Mots, Palabras, Words, rattachée au Département des Sciences du Langage et Littératures Étrangères de l'Université de Milan.
En 2013, il rejoint la Commission d’enrichissement de la langue française.

### Engagements pour la langue française
Membre de l'Association Défense de la langue française depuis les années 2000, Jean Pruvost en devient vice-président en 2016 et est réélu en 2018[source insuffisante] avant de laisser sa place.
En 2015, il accepte la présidence de l’Association des amis de Paul Robert, aux côtés de Jérôme Robert, petit-fils du lexicographe. L'année suivante, il parraine l'Eurodictée, une initiative fondée et organisée par Rachid Santaki.
En 2019, il est élu membre de l'Académie des Sciences, Belles-Lettres et Arts d'Angers.
Il s’est porté candidat à plusieurs reprises à l’Académie française, en 2021 sur le fauteuil 12 pour lequel il obtient 3 voix le 28 janvier 2021, et sur le fauteuil 35 où il obtient 12 voix le 17 février 2022. Il est à nouveau candidat sur le fauteuil 3 depuis le 30 janvier 2025.

### Directions éditoriales
Au début des années 2000, Jean Pruvost exerce différentes fonctions éditoriales liées à la lexicographie.

#### Pour lesCahiers de lexicologie
De 2000 à 2002, il est co-directeur, aux côtés de Gaston Gross, des Cahiers de lexicologie, revue fondée par Bernard Quemada.

#### Pour leNouveau Littré
De 2003 à 2005, il occupe les fonctions de directeur scientifique et de rédacteur en chef du Nouveau Littré, publié par les Éditions Garnier.

#### Pour lesÉditionsBordas
Entre 2007 à 2010, il dirige la collection des Dictionnaires Bordas (formats poche et grand format), incluant des ouvrages sur les synonymes, les rimes, les difficultés de la langue française, ainsi qu’un dictionnaire de citations qu’il a lui-même rédigé[source insuffisante].

#### Pour lesÉditions Honoré Champion
En janvier 2009, il devient directeur éditorial des Éditions Honoré Champion, une maison d'édition spécialisée dans les publications en sciences humaines, en littérature et en linguistique, éditant entre 120 et 150 ouvrages par an[source secondaire nécessaire].
Avant cette nomination, il était, depuis 1999, co-directeur de la collection Lexica, mots et dictionnaires, aux côtés de Bernard Quemada. En 2020, cette collection comptait 37 volumes consacrés à des travaux en étymologie, sémantique historique, dialectologie et lexicographie romane[source insuffisante].
En 2010, il crée deux nouvelles collections aux Éditions Honoré Champion : Champion les dictionnaires et Champion les mots, en lien avec ses domaines de spécialisation, que sont les dictionnaires et le vocabulaire[source secondaire nécessaire].

#### Pour lesÉditions Klincksieck et Les Belles Lettres
En 2010, il est nommé directeur de la revue scientifique Études de linguistique appliquée[source secondaire souhaitée], offrant quatre numéros par an, numéros publiés par les éditions Klincksieck — une filiale des Belles Lettres —  et également disponibles en version numérique sur Cairn. De fait, membre du Comité de direction de cette revue depuis 2000, Jean Pruvost s’est inscrit dans le sillage de Robert Galisson, maître et ami de longue date. Dirigé à titre gracieux, chacun des 40 numéros publiés depuis 2010 est précédé d’une préface rédigée par ses soins à caractère sémantique et lexicologique[source insuffisante].

## Création d’événements

### LaJournée des dictionnaires
En 1994, Jean Pruvost créait la Journée des dictionnaires[source secondaire souhaitée], qui a lieu chaque année en mars au cours de la Semaine de la langue française, à l’exception de son annulation lors du confinement de mars 2020.

### Mots en musique
En 2016 puis 2017, il a lancé dans le cadre de l’Alliance française une nouvelle manifestation, intitulée Mots en musique, rassemblant des humoristes, des comédiens, des linguistes et des musiciens.

## Chroniques de langues
Jean Pruvost s’est consacré régulièrement aux chroniques de langue, sous forme écrite, radiophonique, et plus rarement télévisée. Il en a réalisé près de 6000 en l’espace de trente ans. Les toutes premières ont été écrites en 1980. Puis elles furent radiophoniques en 2005, avant de prendre de l’ampleur en 2010. Il compte aujourd'hui un peu plus de 4500 chroniques radiophoniques.

### Chroniques écrites
Elles sont tantôt hebdomadaires pour La Croix[source secondaire souhaitée] (2016-2020), pour L’Est Républicain avec « Le mot de la semaine » (2006-2007)[source secondaire souhaitée], pour La Revue du Secrétariat et de la comptabilité avec « De la sémantique à l’orthographe » et « Rétrovocabulaire » (1979-1983)[source secondaire souhaitée], et pour le site du Figaro littéraire, dans la rubrique langage tenue par Alice Develey, avec « Mots de tous les âges » (2017-2019)[source insuffisante].
Tantôt mensuelles pour Femme actuelle Jeux avec « Mots à la loupe » puis « Les dicos insolites » (2017-2021), pour Les timbrés de l’orthographe avec « Les timbrés du dictionnaire » (2014-2016), pour Miroir de l’histoire avec « les noms au passé » (1979-1981), pour le bulletin municipal de la Mairie du Kremlin-Bicêtre (depuis mai 2024) avec « Mot à mot »[source secondaire souhaitée].
Tantôt encore trimestrielles pour Défense de la langue française avec « De dictio(n)naires en dictionnaires » (depuis 2010)[source secondaire souhaitée] ; pour la Revue de l’AMOPA avec « À mots découverts, au cœur de l’éducation » (depuis 2011)[source secondaire souhaitée].

### Chroniques radiophoniques
Il réalise des chroniques radiophoniques, souvent quotidiennes. De 2016 à 2022, il intervient sur France Bleu avec les émissions Les Noms de lieux, Les Mots de l’actu et Les Mots de l’été. Il participe également à la programmation de RCF depuis 2011 avec notamment Un mot, un jour, chronique associée à l’émission Le Grand Invité à partir de la rentrée 2020[source secondaire souhaitée]. De 2015 à 2018, il intervient sur la station Mouv’ de Radio France[source secondaire souhaitée] sous le pseudonyme de Doc Dico, pour la chronique Les Mots du rap.
Les chroniques hebdomadaires ont commencé par celles données à France Inter de 2005 à 2008 dans la matinale avec Mathieu Vidard, « Trésor de mots », puis avec Sylvie Larocca. De 2011 à 2018, sur RCF Lyon, avec Lucie Baverel et Renaud Volle, c’était « Rendez-vous avec l’histoire des mots ». Pour Radio Curie, en 2014-2015 il  présente une chronique intitulée "L’Alphabet des mots du cancer"[source secondaire souhaitée]. Enfin, en 2020, pour RFI, dans l’émission De vive(s) voix, dirigée par Pascal Paradou, est donnée « Mots à mots »[source secondaire souhaitée].
A aussi été tenue une chronique bimensuelle, « Mot pour mot », sur Canal Académie de 2008 à 2012[source secondaire souhaitée].

### Chroniques télévisuelles
Elles ont souvent été hebdomadaires, avec notamment « Mots et expressions de l’été » sur TF1 en 2017[source secondaire souhaitée], à la fin du Journal télévisé, « Voyage dans nos dictionnaires » pour VO TV en 2003[source secondaire souhaitée], et, pour TV5, dans « Trouvez le mot juste » en 1989 avec Jean-Pierre Foucault[source secondaire souhaitée]. En 2021, passe sur France Info télé, le samedi et le dimanche la chronique « Version originale ».

## Prix et distinctions
En 2007, Jean Pruvost a reçu un prix de l’Académie française pour son ouvrage Les Dictionnaires français, outils d'une langue et d'une culture. En 2019, il s’est vu attribuer la Grande Médaille de la Francophonie par la même institution.

### Prix
- 2000 : Prix Logos par le Collège de France pour Dictionnaires et nouvelles technologies (PUF)[43].
- 2007 : Prix de l’Académie française pour Les dictionnaires français, outils d’une langue et d’une culture (Ophrys)[44].
- 2019 : Grande Médaille de la Francophonie[45], de l’Académie française.
- 2019 : Prix Émile Littré, Cénacle européen francophone[46].
- 2023 : Grand Prix Spirit’ Bibliothèques Gourmandes[47]pour le Dictionnaire du vin, de la bière et du champagne (Champion).

### Décorations
- Chevalier de la Légion d'honneur le 11 juillet 2025[48].
- 2009 :  Commandeur de l'ordre des Palmes académiques.
- 2013 :  Officier de l'ordre des Arts et des Lettres[49].

## Publications

### Livres
De ses 800 publications écrites, articles de revues et participations à des manuels scolaires tels que la collection scolaire Textes et méthodes, chez Nathan (1996-1999) de la sixième à la troisième, la Méthode d’orthographe Hachette (1985) et des ouvrages collectifs comme l’Histoire de la langue française (1945-2000) publiée au CNRS en 2000, Les dictionnaires de langue française, (dir.), Honoré Champion en 2001 ou Le Grand livre de la langue française au Seuil en 2003, ne sont retenus ci-dessous que les livres à part entière.
- Les Mots et Moi, Casteilla, 1981.
- Lectures silencieuses XVIIIe et XIXe s., Bertrand-Lacoste, 1982.
- Cent gammes et cent dictées sténographiques inédites, Textes et dessins, Bertrand-Lacoste, 1984.
- Lectures silencieuses XXe s., Bertrand-Lacoste, 1985.
- Bouquinons et bibliothéquons, Istra, 1986.
- À la maison (en collab. avec C.-V. Bizot), Dicojeux, Hachette, 1987.
- Cherchons notre chemin (en collab. avec C.-V. Bizot), Dicojeux, Hachette, 1987.
- Des jours et des saisons (en collab. avec C.-V. Bizot), Dicojeux, Hachette, 1987.
- Vive les sportifs (en collab. avec C.-V. Bizot), Dicojeux, Hachette, 1987.
- Travail et société, TPF, Bertrand-Lacoste, 1988.
- L’Histoire de mon nom, Autoédition, 1989.
- Jean Pruvost, Dictionnaires et nouvelles technologies, Presses universitaires de France, coll. « Ecritures électroniques », 2000 (ISBN 978-2-13-050622-5).
- Jean Pruvost, Les dictionnaires de langue française, Presses Univ. de France, coll. « Que sais-je ? », 2002 (ISBN 978-2-13-052515-8).
- Pierre Larousse: du Grand Dictionnaire au Petit Larousse; actes du Colloque International organisé par ... et L' Association Pierre Larousse, Toucy, 26 et 27 mai 2000, Champion, coll. « Lexica », 2009 (ISBN 978-2-7453-1937-1).
- Jean Pruvost et Jean-François Sablayrolles, Les néologismes, Presses universitaires de France/Humensis, coll. « Que sais-je? Lettres », 2019 (ISBN 978-2-13-081591-4).
- Jean Pruvost, La dent-de-lion, la Semeuse et le Petit Larousse, Larousse, 2004 (ISBN 978-2-03-532165-7).
- Émile Littré, Le nouveau Littré: le dictionnaire de référence de la langue française 5700 entrées nouvelles, 6000 nouveaux sens, 12000 citations et "Le dictionnaire du français oublié", Garnier, 2004 (ISBN 978-2-84431-249-5).
- Jean Pruvost, Les dictionnaires français: outils d'une langue et d'une culture, Ophrys, coll. « Collection L'essentiel français », 2006 (ISBN 978-2-7080-1143-4, OCLC ocm75252311, lire en ligne).
- Alphabet des mots du cancer, tome 1 (en collab. avec M.-Cl. Sicard), Institut Merck Serono, 2007.
- Jean Pruvost, Citations de la langue française, Bordas, coll. « Dictionnaire Bordas », 2007 (ISBN 978-2-04-732216-1).
- Jean Université de Cergy-Pontoise et Centre de recherches métalexicographiques et dictionnairiques francophones, Dictionnaire du Japon: le Japon des dictionnaires, Éd. des Silves, coll. « Collection Pays, mots & dictionnaires », 2007 (ISBN 978-2-917268-01-8).
- Alphabet des mots du cancer, tome 2 (en collab. avec Y. Jaulin), Institut Merck Serono, 2008.
- Dictionnaire de la Chine: la Chine des dictionnaires, Silves, coll. « Collection Pays, mots & dictionnaires », 2008 (ISBN 978-2-917268-13-1).
- Alphabet des mots du cancer, tome 3, Institut Merck Serono, 2009.
- Jean Pruvost, Le vin, H. Champion, coll. « Champion les mots », 2010 (ISBN 978-2-7453-2059-9).
- Samuel Souffi et Jean Pruvost, La mère, H. Champion, coll. « Les mots », 2010 (ISBN 978-2-7453-2140-4).
- Jean Pruvost, Le loup, H. Champion, coll. « Champion les mots », 2010 (ISBN 978-2-7453-2060-5).
- Jean Pruvost, Le chat, H. Champion, coll. « Champion les mots », 2011 (ISBN 978-2-7453-2201-2).
- Nicole Cholewka et Jean Pruvost, Le chocolat, H. Champion, coll. « Champion les mots », 2011 (ISBN 978-2-7453-2258-6).
- Jean Pruvost, Le fromage: qui doit tout son mérite aux outrages du temps, Honoré Champion, coll. « Les mots », 2012 (ISBN 978-2-7453-2352-1).
- Amélie Rozet et Jean Pruvost, Le train, H. Champion, coll. « Champion les mots », 2012 (ISBN 978-2-7453-2462-7).
- Jean Pruvost, Les élections ou Comment s'eslire quelque manière de vivre ?, H. Champion, coll. « Champion les mots », 2012 (ISBN 978-2-7453-2363-7).
- Jean Pruvost, Journal d'un amoureux des mots: un voyage savoureux au coeur des mots!, Larousse, 2013 (ISBN 978-2-03-588831-0).
- Jean Pruvost, Le cirque, H. Champion, coll. « Champion les mots », 2013 (ISBN 978-2-7453-2463-4).
- Jean Pruvost, Le jardin "qui repose l'oeil sans l'égarer", H. Champion, coll. « Champion les mots », 2013 (ISBN 978-2-7453-2581-5).
- Jean Pruvost, À vélo ou à bicyclette, nom d'un tour !, Honoré Champion éditeur, coll. « Champion les mots », 2014 (ISBN 978-2-7453-2819-9).
- Jean Pruvost, Le champagne, "Pluie d'étoiles à l'envers", Honoré Champion éditeur, coll. « Champion les mots », 2014 (ISBN 978-2-7453-2873-1).
- Jean Pruvost, Le dico des dictionnaires: histoires et anecdotes, JC Lattès, 2014 (ISBN 978-2-7096-3568-4)<.
- Jean Pruvost et Benoît Meyer, La bière: "Mets de roi, à la mousse immaculée", Honoré Champion éditeur, coll. « Champion les mots », 2015 (ISBN 978-2-7453-2968-4).
- Jean Pruvost, La guitare: profusions d'harmonies contre mon ventre, dans mes bras, Honoré Champion éditeur, coll. « Champion les mots », 2015 (ISBN 978-2-7453-2969-1).
- Mots, expressions et proverbes oubliés, Éditions Garnier, coll. « Les petits Guides de la langue française "Le Monde" », 2017 (ISBN 978-2-35184-168-6).
- Jean Pruvost, Nos ancêtres les Arabes: ce que notre langue leur doit, JC Lattès, 2017 (ISBN 978-2-7096-5941-3).
- Pleins feux sur nos dictionnaires en 2500 citations: et 700 auteurs du XVIe au XXIe siècle, Honoré Champion éditeur, coll. « Champion les dictionnaires », 2018 (ISBN 978-2-7453-4972-9).
- Jean Pruvost, Les secrets des mots, La librairie Vuibert, 2019 (ISBN 978-2-311-10219-2, OCLC on1089533250, présentation en ligne).
- Jean Pruvost, L'histoire de la langue française: un vrai roman, Le Figaro, coll. « Mots & caetera », 2020 (ISBN 978-2-8105-0857-0).
- Alice Develey et Jean Pruvost, Les mots qui ont totalement changé de sens: un mou énérvé, Le Figaro, coll. « Mots & caetera », 2020 (ISBN 978-2-8105-0888-4).
- Jean Pruvost, La story de la langue française: ce que le français doit à l'anglais et vice versa, Tallandier, 2020 (ISBN 979-10-210-2839-5).
- Jean Pruvost, L'école et ses mots: c'était comment avant les déconfinements ?: assorti d'un cortège de citations, Honoré Champion Editeur, coll. « Champion les dictionnaires », 2021 (ISBN 978-2-38096-020-4).
- Jean Pruvost, La politesse: au fil des mots et de l'histoire, Tallandier, 2022 (ISBN 979-10-210-5044-0).
- Pour en finir avec les 100 fautes de français qui nous agacent (ISBN 978-2-810-50985-0).
- Dictionnaire Marcel Proust, Champion, coll. « Champion classiques Références et dictionnaires », 2014 (ISBN 978-2-7453-2870-0).
- 100 mots à connaître (d’urgence) pour rehausser un discours (ou une conversation) (ISBN 978-2-810-51002-3).
- Jean Pruvost, Dictionnaire du Vin, de la Biere et du Champagne: Culturel et Anecdotique, Honoré Champion, coll. « Champion les Dictionnaires Series », 2023 (ISBN 978-2-38096-078-5 et 978-2-38096-079-2).
- 100 mots et expressions de la langue française qui ont conquis le monde (ISBN 978-2-810-51026-9).
- Jean Pruvost, Le féminin: au fil des mots et de l'histoire, Tallandier, 2024 (ISBN 979-10-210-4753-2).
- Jean Pruvost, 100 mots latins pour bien écrire 1000 mots français, les Belles lettres-la Vie des classiques, coll. « Les petits latins », 2024 (ISBN 978-2-37775-106-8).
- La librairie Champion 150 ans d’expérience (ISBN 978-2-745-36384-8).

### Présentations
- Jean Pruvost, Les mots disparus de Pierre Larousse, Larousse, 2017 (ISBN 978-2-03-593837-4).
- Jean Pruvost, Les expressions & proverbes disparus de Pierre Larousse, Éditions Larousse, 2018 (ISBN 978-2-03-593839-8).